# Styela schmitti
Styela schmitti är en sjöpungsart som beskrevs av Van Name 1945. Styela schmitti ingår i släktet Styela och familjen Styelidae. Inga underarter finns listade i Catalogue of Life.